# Руритания

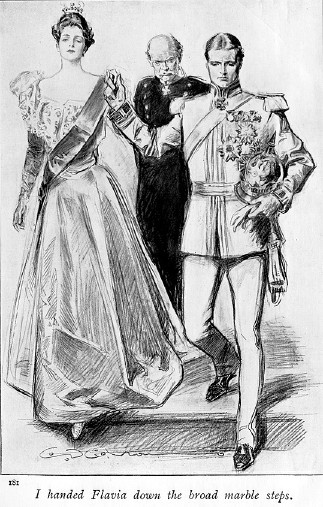
Фронтиспис «Пленника Зенды» Чарльза Гибсона (известный американский художник-иллюстратор, издание 1898 г.)

Руритания (Ruritania) — распространённое в англоязычном мире нарицательное обозначение типичной центральноевропейской страны с монархической формой правления. Происходит из романа Энтони Хоупа «Узник Зенды», опубликованного в 1894 году и неоднократно экранизировавшегося.
Руритания дала название явлению «руританских романов» (ruritanian romances) — эскапистскому подразделу приключенческой литературы конца XIX и начала XX веков. Их действие происходит в аристократических кругах вымышленных стран, где бурлят политические интриги и романтические страсти. Эталоном руританского романа может служить «Принц Отто» Роберта Льюиса Стивенсона (1885).
Стивенсон, Хоуп, в меньшей степени Конан Дойл и многие другие авторы предпочитали прослеживать судьбы королей, которые по тем или иным причинам потеряли престол. Их попытки вернуть себе отеческое наследство представляли собой благодатное поле для иллюстрации благородства, верности, любви и чести — той патетики, которая была очень востребована публикой и массовой культурой на рубеже XIX—XX веков, и которая улетучивалась из современной реалистической прозы.
Для английского или американского читателя средней руки это было не фэнтези, а нечто укладывающееся в рамки правдоподобия: на Балканах регулярно возникали и меняли название небольшие королевства. С перипетиями руританских романов перекликались реальные факты из политической хроники того времени — потеря греческого трона Оттоном Баварским, свержение первого правителя объединённой Румынии Александра Иона Кузы, двойное отречение первого болгарского князя Александра Баттенберга и т. п.
В промежутке между мировыми войнами в связи со стремительным сокращением числа монархий в Европе (а также девальвацией эксплуатируемых мотивов и образов после ужасов военного времени) популярность руританских фантазий быстро сошла на нет. Они стали излюбленным предметом пародий и политической сатиры — как в литературе, так и кино:
- Кинофарс братьев Маркс «Утиный суп» — доведенная до абсурда пародия на руританскую прозу.
- Эпические «Большие гонки» Блэйка Эдвардса помимо прочих штампов приключенческих и мелодраматических фильмов обыгрывает руританские мотивы, конкретно, селзниковскую экранизацию «Узника Зенды» 1937 года. На пути из Нью-Йорка в Париж путешественники проезжают через не названую центрально-европейскую страну (прототипом которой является Австро-Венгрия), где оказываются втянуты сановниками в попытку свержения принца Хапника.
- Фильм Чарли Чаплина «Великий диктатор», будучи политической сатирой, названиями стран и персонажами-двойниками перекликается с руританской тематикой, и имеет много визуальных аллюзий к «Узнику Зенды» (1937) Дэвида Селзника (что очевидно выражено в стиле военной формы, пейзажах и внешности персонажей Рональда Колмена и Чарли Чаплина).
- Фильм Чарли Чаплина «Король в Нью-Йорке» рассказывает об американских злоключениях свергнутого на родине короля Игоря Шахдова.
- По лекалам руританских фантазий скроены приключения Тинтина в Сильдавии и Бордурии (напр., альбом «Скипетр Оттокара», 1938 г.).
- Образец более тонкой пародии — «Бледное пламя» В. Набокова и его же более ранний отрывок «Solus Rex»; у Набокова место альпийской «Зенды» занимает северная «Зембла».
- Своеобразной двойной пародией (совмещение универсалистского содержания, традиционно решавшегося через вестернистскую стилистику, и псевдозападнославянского антуража) являются миры, где происходит действие многих фантастических рассказов Станислава Лема, в частности из циклов про Ийона Тихого, «Кибериада», «Сказки роботов».
- Пародийное упоминание в объявлении «Требуется премьер-министр Руритании» С. Н. Паркинсона «Законы Паркинсона».

В социалистических странах руританские сюжеты выворачивались наизнанку: в идеально-героическом свете преподносилась борьба жителей вымышленных европейских стран против тирании властей предержащих («Три толстяка» Ю. Олеши, «Падение республики Итль» Б. Лавренёва, «Два друга» Е. Шварца) или вырождение «старой доброй монархии» в фашизм (фильм «Марионетки»). Примечательно, что в русской литературе это направление появилось до официального провозглашения принципов соцреализма и первоначально было, скорее, проявлением левого романтизма, как то: многие произведения А. Грина (в частности, подчёркивавшего, что «Блистающий мир» — «не фантастический, а символический роман») или «Тень» Е. Шварца. Также характерно, что в русской литературе воображаемые «заграничные» миры, как правило, ассоциировались не с Центральной и Юго-Восточной Европой, а с западноевропейскими странами или территориями, колонизированными западноевропейцами (см. Гринландия), хотя упоминание «Карпатских гор» в «Обыкновенном чуде» Шварца — несомненная дань западной традиции.
В послевоенное время «руританская» тематика активно использовалась в пропаганде. Яркий пример — художественный фильм «Заговор обреченных» (СССР, 1950 г.), который описывает политические интриги и победу левых сил над представителями правых и клерикальных кругов. Действие происходит в неназванной стране Восточной Европы.
В западной литературе второй половины XX века традиционный руританский антураж конца XIX — начала XX вв., помимо пародийно-юмористических произведений, иногда использовался в жанре «женского любовного романа». Традиционные для руританской литературы условности зачастую содержатся в произведениях, действие которых происходит в восточноевропейских социалистических странах.
Большая часть сюжетов и деталей руританского романа перекочевала в фантастическую литературу, действие которой происходит вне нашего мира. Например, элементы руританской традиции можно найти в цикле романов Владислава Крапивина «В глубине Великого Кристалла», действие которых происходит в параллельных мирах.
Аналогом «руританизации» сюжета, по сей день часто эксплуатируемым в литературе и кинематографе, является локализация действия в вымышленной латиноамериканской стране.